# Ola Vigen Hattestad
Ola Vigen Hattestad (n. 19 aprilie 1982, Comuna Askim, Østfold, Norvegia) este un schior de fond ce a reprezentat Norvegia, medaliat olimpic. A participat la 3 ediții ale Jocurilor Olimpice (2006, 2010, 2014) în care a câștigat o medalie de aur.